# The Raggle Taggle Gypsy

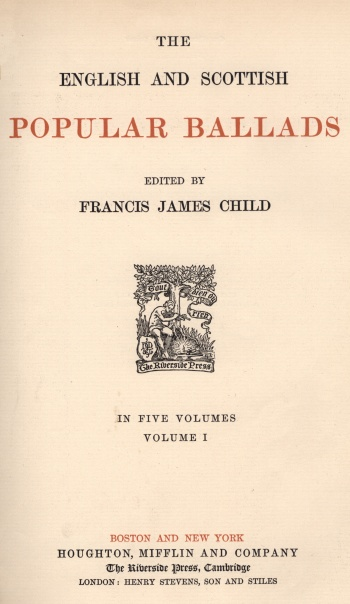
Omslaget till Francis James Childs folkvisesamling English and Scottish Popular Ballads.

"The Raggle Taggle Gypsy" är en traditionell folkvisa från Skottland som har varit populär i Storbritannien, Irland och Nordamerika. Den handlar om en rik kvinna som ansluter sig till romerna. Andra namn på visan är "Gypsy Davy", "The Raggle Taggle Gypsies O", "The Gypsy Laddie(s)", "Black Jack David" (eller "Davy") och "Seven Yellow Gypsies".